# 朴茨茅斯 (罗得岛州)
樸茨茅斯（英語：Portsmouth）是美國羅德島州紐波特郡的一個城鎮。根據2000年美國人口普查的數據顯示，該鎮居住人口為17,149人。而2020年美國人口普查的數據顯示，該鎮居住人口為17,871人。樸茨茅斯是羅德島州歷史第二悠久的城鎮，僅次於普羅維登斯，它是合併形成羅德島殖民地及普羅維登斯莊園的四個殖民地之一，其他三個殖民地是普羅維登斯、紐波特和沃里克。
樸茨茅斯總面積為60平方公里。